# Conde de Óbidos
Conde de Óbidos é um título nobiliárquico português criado pelo Rei Filipe III de Portugal por Decreto de 22 de Dezembro de 1636 em favor de D. Vasco Mascarenhas, Vice-Rei da Índia e do Brasil.
O título foi acrescentado com Honras de Parente pelo Rei D. João IV por Decreto de 19 de Maio de 1646 em favor do 3.º Conde, D. Manuel Assis de Mascarenhas, e seus sucessores.
O Rei D. José I outorgou em 1777 o privilégio de juro e herdade ao 4.º Conde, D. José Maria de Assis Mascarenhas, e seus sucessores.

## Condes de Óbidos (1636)

### Titulares
1. D. Vasco Mascarenhas, 1.º conde de Óbidos, 27º vice-rei da Índia e 2.º vice-rei do Brasil
2. D. Fernando Martins Mascarenhas, 2.º conde de Óbidos, casado com D. Beatriz Mascarenhas Castelo-Branco da Costa, 4.ª condessa de Sabugal e 3ª condessa de Palma;
3. D. Manuel de Assis Mascarenhas, 3.º conde de Óbidos;
4. D. José Maria de Assis Mascarenhas, 4.º conde de Óbidos
5. D. Manuel de Assis Mascarenhas, 5.º conde de Sabugal e 5.º conde da Palma;
6. D. Eugénia Maria de Assis Mascarenhas, 6.ª condessa de Óbidos, 7.ª condessa da Palma e 6.ª condessa de Sabugal;
7. D. Manuel de Assis Mascarenhas de Sousa Coutinho, 7.º conde de Óbidos, 8.º conde da Palma e 7.º conde de Sabugal;
8. D. Luís António de Assis Mascarenhas de Castelo-Branco de Sousa Coutinho, 8.º conde de Óbidos, 9.º conde da Palma e 8.º conde de Sabugal; irmão do antecessor;
9. D. Pedro de Assis Mascarenhas, 9º conde de Óbidos, 10.º conde da Palma e 9.º conde de Sabugal;
10. D. Miguel Pedro de Melo de Assis Mascarenhas, 10.º conde de Óbidos, 11.º conde da Palma e 10.º conde de Sabugal; primo do antecessor;
11. D. José Luís de Andrade de Vasconcelos e Sousa, 11.º conde de Óbidos, também 3.º marquês de Santa Iria, 13.º conde da Palma, 12.º conde de Sabugal e 5.º conde de Alva; primo do antecessor;
12. D. José Luís de Melo de Vasconcelos e Sousa, 12.º conde de Óbidos, também 4.º marquês de Santa Iria e 13.º conde de Sabugal;
13. D. Kristian Luiz Austad de Vasconcellos e Sousa, 13.º conde de Óbidos e 14.º conde de Sabugal.[4]

### Armas
Escudo esquartelado: I e IV - Lencastre, II e III - Mascarenhas.